# ナント島
座標: 北緯47度12分15秒 西経01度32分50秒 / 北緯47.20417度 西経1.54722度

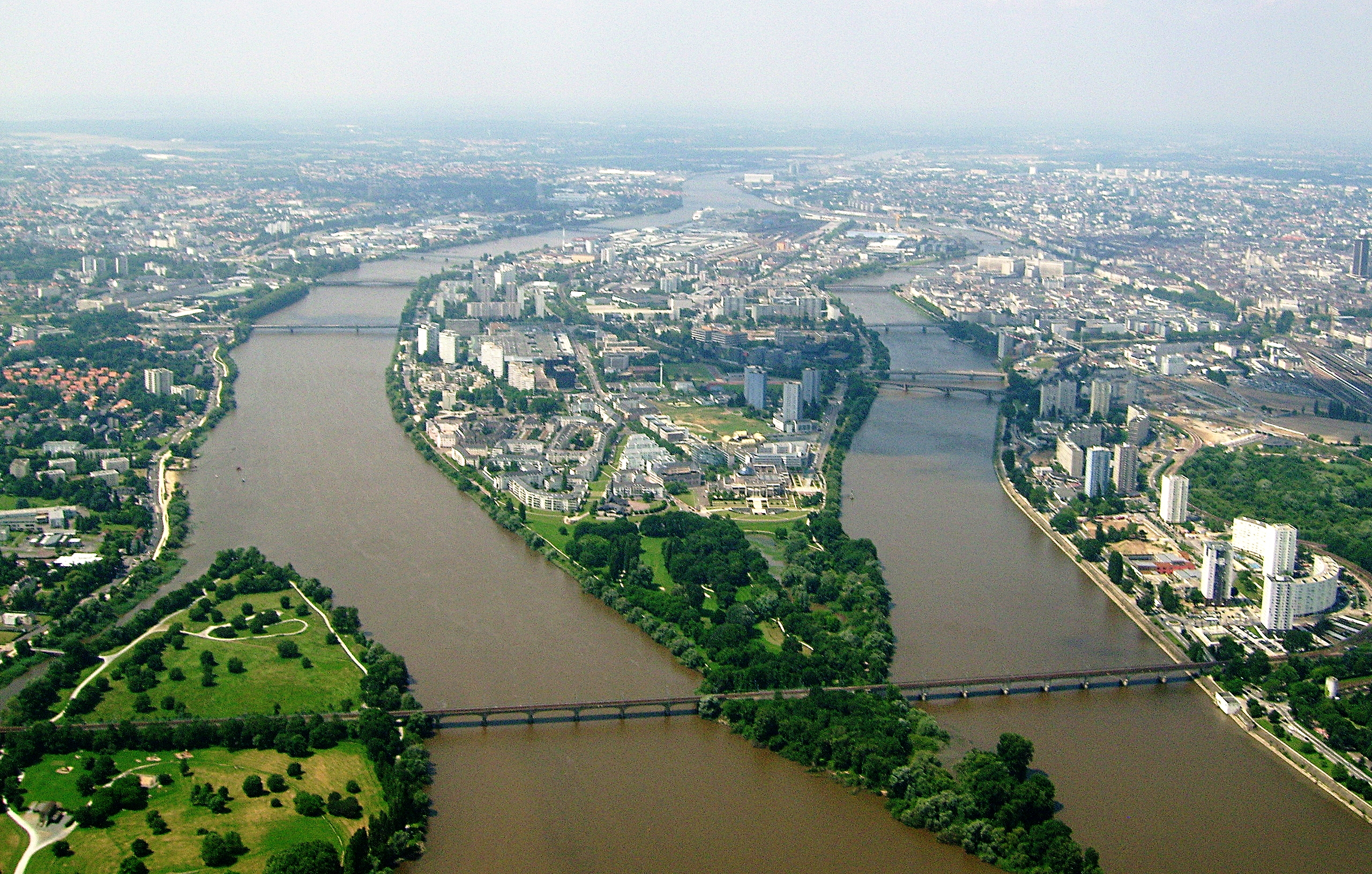
ナント島

ナント島またはイル・ド・ナント （L'île de Nantes）は、フランス、ナント市中を流れるロワール川に浮かぶ中州である。島はロワール川の分流に取り囲まれ、島の北を流れるものはマドレーヌ川、南を流れるものはピルミル川と呼ばれる。ナント島は、ナント市内にある11の区の一つである。

## 概要
島は東西4.9kmで、幅は最大1km程度である。元々ロワール川によって切り離されていた小島群、すなわちボーリュー島、サンタンヌ島、ブルターニュ公草原(la prairie au Duc)、アヴァル草原(la prairie d'Aval)、アモン草原(la prairie d'Amont)、バラゲ草原(la prairie de Balagué)、大ビエス島、小ビエス島が19世紀から20世紀の間に統合されて形成された。

## アクセス
ナント島に架かる橋は12を数える：   
- マドレーヌ川に架かる7橋：
  - レサル橋
  - ウィリー・ブラント橋
  - アリスティード・ブリアン橋
  - オーディベール将軍橋
  - オードディーヌ橋
  - ヴィクトル・ショルシェ歩道橋
  - アンヌ・ド・ブルターニュ橋
- ピルミル川に架かる4橋：
  - ジョルジュ・クレマンソー橋
  - ピルミル橋
  - ポルニック橋
  - 三大陸橋

これらに加えて唯一島の東端を通過する鉄道橋ヴァンデ橋があるが、これを用いる路線は島上には停車駅を持たない。
現在2つの橋が建設中である(正式名称は未定)：
- マドレーヌ川上にマラコフ/プレ＝ゴーシュ区へ架かるもの
- ピルミル川上に対岸のコミューン、サン＝セバスティアン＝シュル＝ロワールへ架かるもの

## 名前
ナント島という地名は最近の改称によるもので、ナント市民の大半は旧来通りにボーリュー島と呼んでいる。